# Marcel Jacques Lucet
Pour les articles homonymes, voir Lucet.
Marcel Jacques Lucet est un homme politique français né le 21 octobre 1816 à Limousis (Aude) et décédé le 10 juillet 1883 à Saint-Cloud (Hauts-de-Seine).
Avocat à Toulouse, il est secrétaire du commissaire de la république en février 1848. Exilé au moment du coup d’État du 2 décembre 1851, il reste cinq ans en Italie puis se fixe à Constantine. Nommé préfet de Constantine, en septembre 1870, il est député de Constantine de 1871 à 1876, et sénateur de Constantine de 1876 à 1883, siégeant au groupe de la Gauche républicaine.

## Source
- « Marcel Jacques Lucet », dans Adolphe Robert et Gaston Cougny, Dictionnaire des parlementaires français, Edgar Bourloton, 1889-1891 [détail de l’édition]